# Campeonato Mundial de Ciclismo em Pista de 2012
O Campeonato Mundial de Ciclismo em Pista de 2012 teve como sede a cidade de Melbourne, na Austrália, e foi realizado entre os dias 4 e 8 de abril de 2012. Foi organizado pela União Ciclística Internacional (UCI) e a Federação Australiana de Ciclismo.As competições se realizaram no velódromo Hisense Arena, e foram disputadas 19 provas (10 masculinas e 9 femininas).

## Resultados

### Masculino

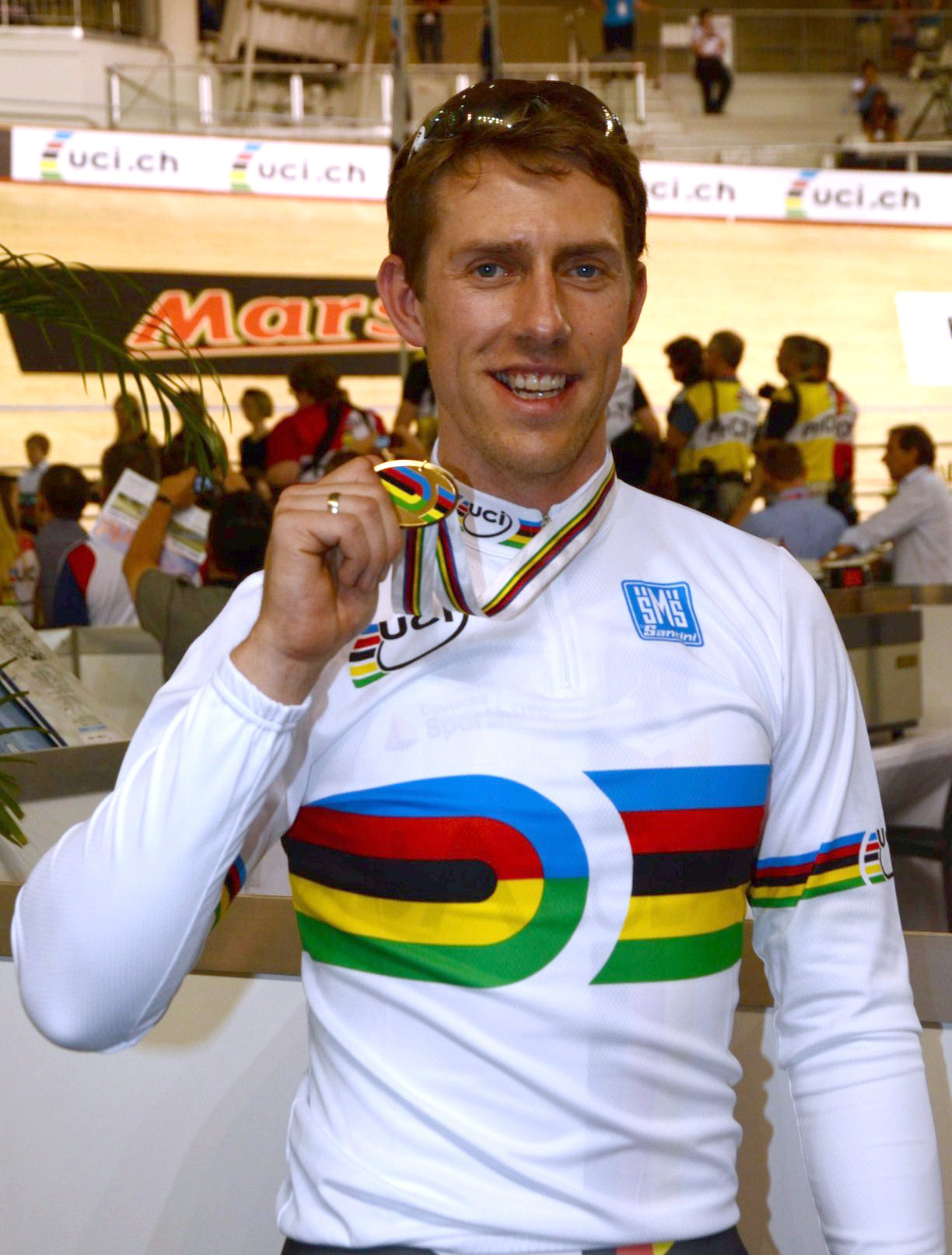
Stefan Nimke ciclista da Alemanha, vencedor da prova 1 km Contrarrelógio individual.

| Provas                           | Ouro                                                                           | Prata                                                                     | Bronze                                                              |
| -------------------------------- | ------------------------------------------------------------------------------ | ------------------------------------------------------------------------- | ------------------------------------------------------------------- |
| Velocidade individual (07.04)    | Grégory Baugé · França                                                         | Jason Kenny · Reino Unido                                                 | Chris Hoy · Reino Unido                                             |
| Velocidade por equipes (04.04)   | Austrália · Shane Perkins · Scott Sunderland · Matthew Glaetzer                | França · Grégory Baugé · Kévin Sireau · Michaël D'Almeida                 | Nova Zelândia · Ethan Mitchell · Sam Webster · Edward Dawkins       |
| Perseguição individual (07.04)   | Michael Hepburn · Austrália                                                    | Jack Bobridge · Austrália                                                 | Westley Gough · Nova Zelândia                                       |
| Perseguição por equipes (04.04)  | Reino Unido · Edward Clancy · Peter Kennaugh · Andrew Tennant · Geraint Thomas | Austrália · Glenn O'Shea · Jack Bobridge · Rohan Dennis · Michael Hepburn | Nova Zelândia · Aaron Gate · Sam Bewley · Westley Gough · Marc Ryan |
| 1 km contra-relógio (05.04)      | Stefan Nimke · Alemanha · 1:00,082                                             | Michaël D'Almeida · França · 1:00,509                                     | Simon Van Velthooven · Nova Zelândia · 1:00,543                     |
| Carrida por pontos 40 km (07.04) | Cameron Meyer · Austrália · 33 pts.                                            | Ben Swift · Reino Unido · 32 pts.                                         | Kenny De Ketele · Bélgica · 30 pts.                                 |
| Scratch 15 km (04.04)            | Ben Swift · Reino Unido                                                        | Nolan Hoffman · África do Sul                                             | Wim Stroetinga · Países Baixos                                      |
| Keirin (08.04)                   | Chris Hoy · Reino Unido                                                        | Maximilian Levy · Alemanha                                                | Simon Van Velthooven · Nova Zelândia                                |
| Madison 50 km (08.04)            | Kenny De Ketele · Gijs Van Hoecke · Bélgica · 24 pts.                          | Ben Swift · Geraint Thomas · Reino Unido · 18 pts.                        | Leigh Howard · Cameron Meyer · Austrália · 11 pts.                  |
| Omnium (06.04)                   | Glenn O'Shea · Austrália · 22 pts.                                             | Zach Bell · Canadá · 28 pts.                                              | Lasse Norman Hansen · Dinamarca · 29 pts.                           |

### Feminino

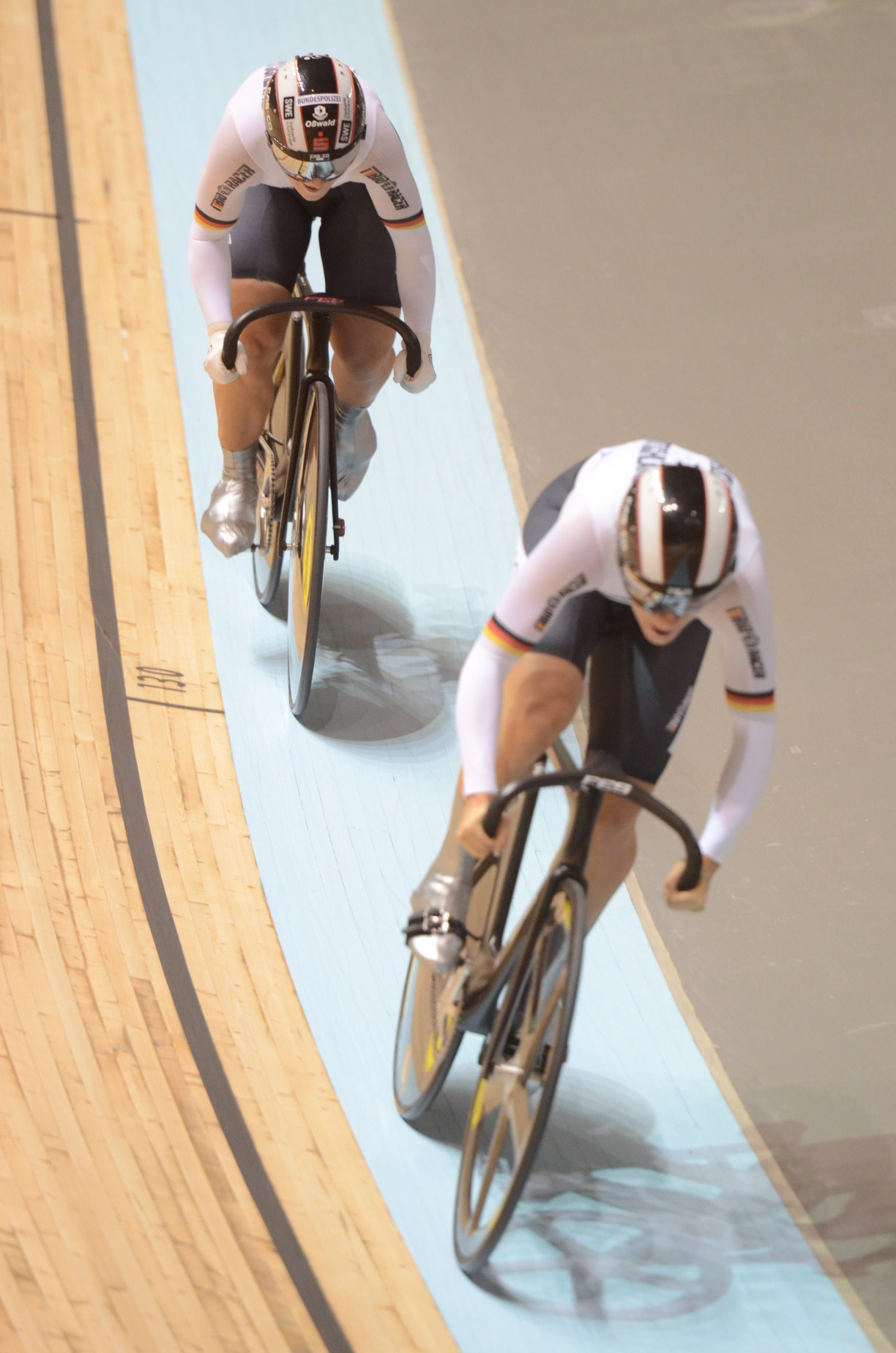
Equipe da Alemanha feminina, prova velocidade por equipes, Miriam Welte (a frente) e Kristina Vogel.

| Provas                           | Ouro                                                       | Prata                                                            | Bronze                                                     |
| -------------------------------- | ---------------------------------------------------------- | ---------------------------------------------------------------- | ---------------------------------------------------------- |
| Velocidade individual (06.04)    | Victoria Pendleton · Reino Unido                           | Simona Krupeckaitė · Lituânia                                    | Anna Meares · Austrália                                    |
| Velocidade por equipes (04.04)   | Alemanha · Miriam Welte · Kristina Vogel                   | Austrália · Anna Meares · Kaarle McCulloch                       | China · Gong Jinjie · Guo Shuang                           |
| Perseguição individual (08.04)   | Alison Shanks · Nova Zelândia                              | Wendy Houvenaghel · Reino Unido                                  | Ashlee Ankudinoff · Austrália                              |
| Perseguição por equipes (05.04)  | Reino Unido · Danielle King · Laura Trott · Joanna Rowsell | Austrália · Annette Edmonson · Melissa Hoskins · Josephine Tomic | Canadá · Tara Whitten · Jasmin Glaesser · Gillian Carleton |
| 500 m contra-relógio (08.04)     | Anna Meares · Austrália · 33,010 (RM)                      | Miriam Welte · Alemanha · 33,626                                 | Jessica Varnish · Reino Unido · 33,999                     |
| Corrida por pontos 25 km (05.04) | Anastasia Chulkova · Rússia · 31 pts.                      | Jasmin Glaesser · Canadá · 28 pts.                               | Caroline Ryan · Irlanda · 24 pts.                          |
| Scratch 10 km (06.04)            | Katarzyna Pawłowska · Polónia                              | Melissa Hoskins · Austrália                                      | Kelly Druyts · Bélgica                                     |
| Keirin (07.04)                   | Anna Meares · Austrália                                    | Ekaterina Gnidenko · Rússia                                      | Kristina Vogel · Alemanha                                  |
| Omnium (07.04)                   | Laura Trott · Reino Unido · 28 pts.                        | Annette Edmondson · Austrália · 31 pts.                          | Sarah Hammer · Estados Unidos · 36 pts.                    |

- (RM) – Recorde mundial.

## Quadro de Medalhas

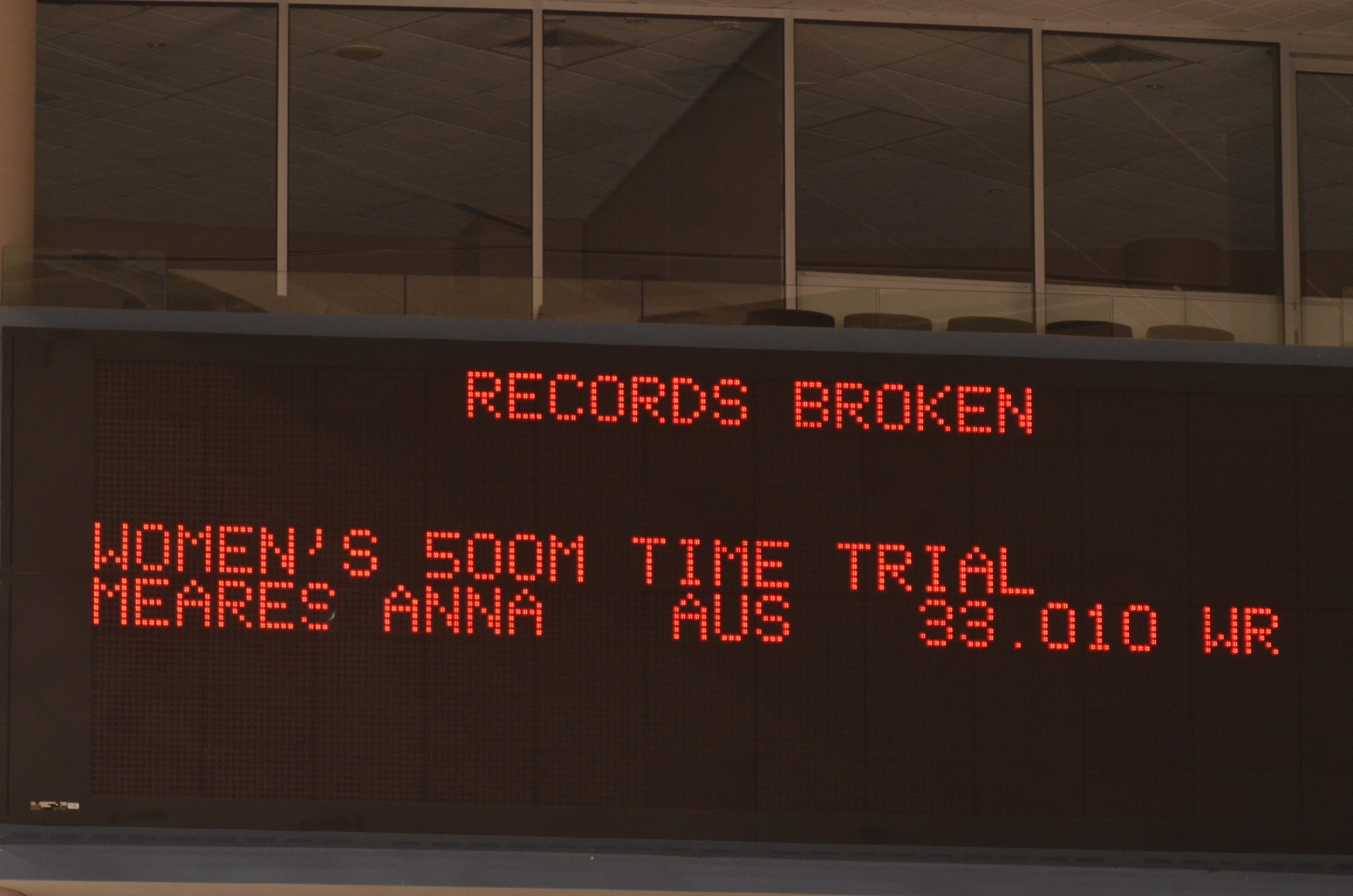
Quebra de recorde mundial.

| Ordem | País           | Medalha de ouro | Medalha de prata | Medalha de bronze | Total .' |
| ----- | -------------- | --------------- | ---------------- | ----------------- | -------- |
| 1     | Austrália      | 6               | 6                | 3                 | 15       |
| 2     | Reino Unido    | 6               | 4                | 3                 | 13       |
| 3     | Alemanha       | 2               | 2                | 1                 | 5        |
| 4     | França         | 1               | 2                | 0                 | 3        |
| 5     | Rússia         | 1               | 1                | 0                 | 2        |
| 6     | Nova Zelândia  | 1               | 0                | 4                 | 5        |
| 7     | Bélgica        | 1               | 0                | 2                 | 3        |
| 8     | Polónia        | 1               | 0                | 0                 | 1        |
| 9     | Canadá         | 0               | 2                | 1                 | 3        |
| 10    | Lituânia       | 0               | 1                | 0                 | 1        |
| 10    | África do Sul  | 0               | 1                | 0                 | 1        |
| 12    | China          | 0               | 0                | 1                 | 1        |
| 12    | Dinamarca      | 0               | 0                | 1                 | 1        |
| 12    | Irlanda        | 0               | 0                | 1                 | 1        |
| 12    | Países Baixos  | 0               | 0                | 1                 | 1        |
| 12    | Estados Unidos | 0               | 0                | 1                 | 1        |
| Total | Total          | 19              | 19               | 19                | 57       |